# Gewoon schepje
Het gewoon schepje (Philine quadripartita) is een slakkensoort uit de familie van de Philinidae. De wetenschappelijke naam van de soort werd in 1772 voor het eerst geldig gepubliceerd door Peter Ascanius. Schepjes komen vooral ten zuiden van Nederland voor.

## Beschrijving
Schepjes zijn witte, ongeveer 40 tot maximaal 70 mm lange slakken met een dunne, transparante schelp die geheel onder de mantel verborgen zit. Aan de bovenkant lijken ze uit vier verschillende partjes lijken te bestaan: een groot kopschild, achter een stuk mantel en aan de zijkanten twee lichaamsflappen (parapodiën). Met hun wigvormige kopschild ploegen schepjes door het zand op zoek naar hun dierlijke prooien. Het dieet bestaat uit andere slakken, tweekleppigen en borstelwormen, evenals foraminiferen en stekelhuidigen, die levend of recentelijk zijn overleden. P. quadripartita wordt gegeten door de slangster Ophiocomina nigra, sommige platvissen en schelvis, die ze proberen te verjagen door het afscheiden van zwavelzuur. Meestal zijn ze bedekt met een slijmlaag waar veel vuil aan kleeft.

## Verspreiding
Het verspreidingsgebied van het schepje loopt vanaf Noorwegen, het Kattegat, het Skagerrak, een deel van de Oostzee en het Noordzeegebied, langs de Atlantische kust van Groot-Brittannië, Frankrijk en het Iberisch Schiereiland tot in de hele Middellandse Zee. Daarnaast komt deze soort ook voor langs de Atlantische kusten van Afrika tot voorbij Zuid-Afrika (Mozambique). Deze mariene slak leeft op slikkige of zandige bodems, vanaf enkele meters beneden de laagwaterlijn tot diepten van ruim 500 meter. In 2016 werden schepjes waargenomen in de oostelijke Oosterschelde, onder andere bij Stavenisse en Bruinisse.